# Trugon terrestris
Il piccione terragnolo o piccione terricolo beccogrosso (Trugon terrestris G. R. Gray, 1849) è un uccello della famiglia dei Columbidi. È l'unica specie del genere Trugon G. R. Gray, 1849.

## Distribuzione e habitat
Abita la foresta pluviale e monsonica di pianura e collina fino ai 640 metri della Nuova Guinea e dell'isola di Salawati.

## Descrizione
Il piccione terragnolo è lungo 31–35 cm e pesa 323-400 g. Questo colombo di grandi dimensioni ha caratteristiche morfologiche ed etologiche uniche tanto da essere classificato in un genere a parte. L'aspetto è quello dei colombi terricoli quindi più simile ad un fagiano, ha le ali corte ed arrotondate, le zampe lunghe, la coda è composta da 12-14 penne. Il collo, il petto e il dorso sono grigio blu scuro, la gola e la zona al di sotto degli occhi sono bianche, le ali sono marroncino bluastro, il ventre è color crema digradante verso il rossastro castano vicino alle ali, il resto del corpo è grigio scuro tendente al bluastro.

## Biologia
Ricerca sul terreno i frutti caduti che apre con il becco. Talvolta visitano i lek, cioè le zone in cui i maschi di uccello del paradiso si riuniscono, per nutrirsi dei semi rigurgitati da questi animali. Il nido è semplice ed è costruito con pochi ramoscelli, foglie o pezzi di piante, nella parte centrale ci sono radici, muschio e foglie. Depone un singolo uovo tra giugno e ottobre che viene covato di giorno dal maschio e di notte dalla femmina.

## Tassonomia
Comprende le seguenti sottospecie:
- T. t. leucopareia (A. B. Meyer, 1886) - Nuova Guinea meridionale;
- T. t. mayri Rothschild, 1931 - Nuova Guinea centro-settentrionale;
- T. t. terrestris G. R. Gray, 1849 - Nuova Guinea nord-occidentale, isola di Salawati.